# Deutsche Orient-Gesellschaft
La Deutsche Orient-Gesellschaft (in italiano: Società Tedesca dell'Oriente), in acronimo DOG, è un'associazione con sede a Berlino.

## Storia

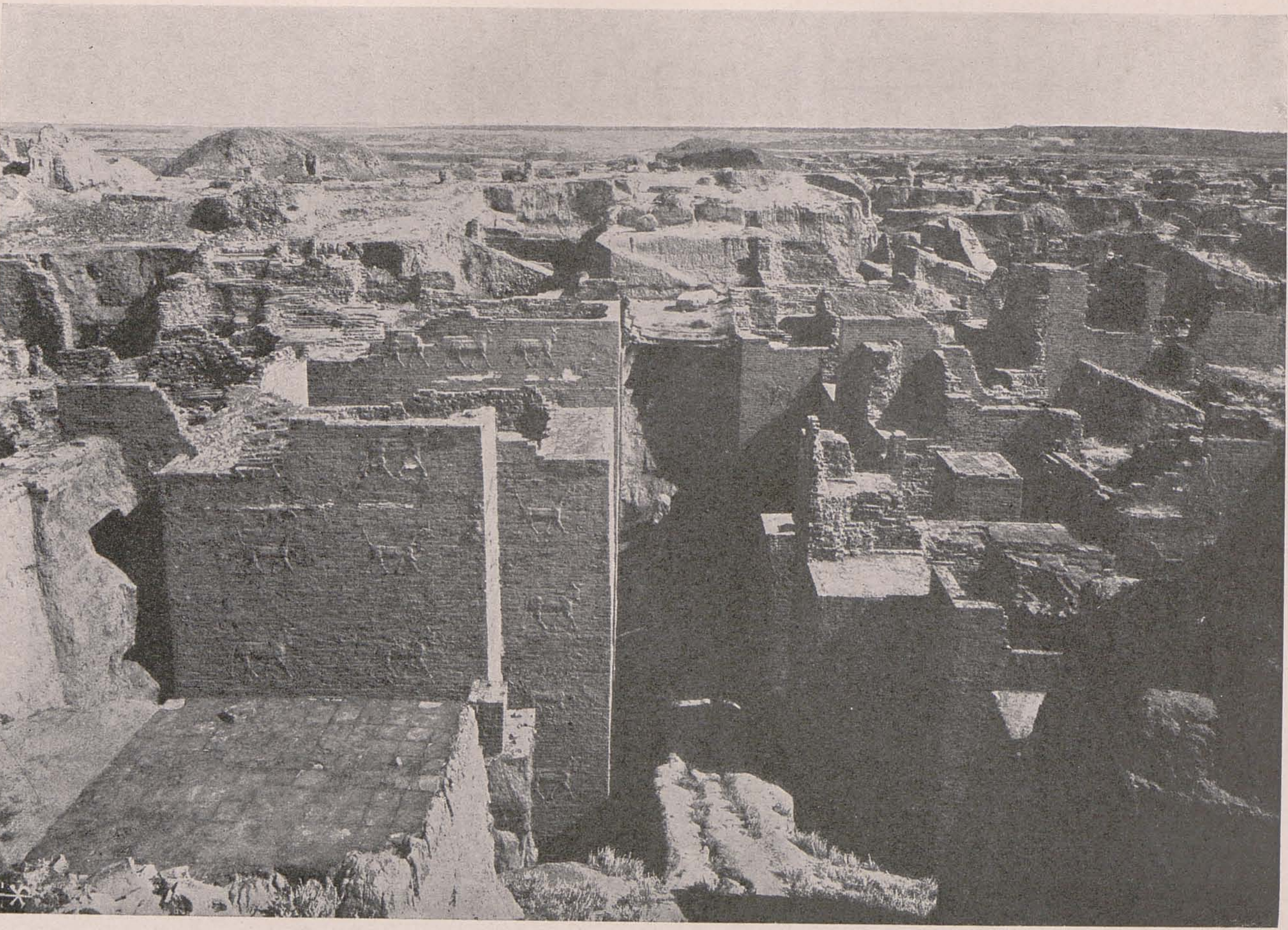
Scavi di Babilonia nel 1914

La DOG è stata fondata il 24 gennaio 1898. Lo scopo era promuovere la ricerca e stimolare l'attenzione pubblica nel campo dell'archeologia orientale; alla fine del XIX secolo l'interesse per le nuove scoperte di archeologia biblica era cresciuto notevolmente e la Società nacque da questa nuova ondata di interesse per il Vicino Oriente antico. Allo stesso tempo, le élite del Reich tedesco non volevano più lasciare il campo ai soli inglesi e francesi nelle ricerche archeologiche sul campo.
All'inizio del XX secolo, la DOG ha sostenuto numerosi importanti progetti archeologici e ha contribuito a stabilire lo studio del Vicino Oriente antico come disciplina scientifica.
I primi scavi finanziati dalla DOG includevano lavori nelle antiche città orientali di Assur, Babilonia, Hattuša e Amarna.
Con le campagne di scavo a Babilonia, la società ha avuto eco in tutto il mondo. Dal 1899 al 1917, sotto la direzione di Robert Koldewey, importanti luoghi emblematici vedono la luce:  la Via delle Processioni di Babilonia con la sua Porta di Ištar, oggi visitabile al Pergamonmuseum di Berlino, i palazzi di Nabucodonosor; secondo Koldewey,vengono ritrovati anche la famosa Torre di Babele e i giardini pensili della regina Semiramide.
Oltre alle ricerche a Babilonia, la favorevole situazione finanziaria della Società dovuta in parte all'impegno personale dell'imperatore Guglielmo II, che prese la DOG sotto la sua protezione nel 1901 ed elargì a suo favore fondi imperiali, giovò in particolare agli scavi di Assur. Le campagne di scavo, durate  dal 1903 al 1914, portarono ad importanti risultati sotto la direzione di Walter Andrae. I numerosissimi reperti, conservati nel Pergamonmuseum dalla metà degli anni '20, non sono stati ancora stati completamente pubblicati.
Già nel 1902 erano iniziati gli scavi in Egitto per conto della DOG.  Ludwig Borchardt scavò ad Abusir e poi nel 1911-1914 ad Akhetaton (Tell el-Amarna). Nel 1906, le scoperte di Hugo Winckler per la Società permisero di dimostrare che le rovine di Bogazköy erano quelle della capitale dell'impero ittita, Hattuša.
Gli scavi in vari siti del Vicino Oriente, come Borsippa, Hatra, Gerico, Kar-Tukulti-Ninurta, Uruk e Zincirli, sono restati sotto il controllo della DOG, malgrado l'interruzione dovuta a due guerre mondiali.

## Pubblicazioni

### Periodici
- Mitteilungen der Deutschen Orient-Gesellschaft (MDOG). Berlino. (annuale), ISSN 0342-118X (WC · ACNP) .
- Alter Orient aktuell (AO). Berlino. (annuale, solo per i membri), ZDB -ID 2018738-5 .

### Collane
- Ausgrabungen in Qatna
- Abhandlungen der Deutschen Orient-Gesellschaft (ADOG). Berlino, Saarbrücken, 1956. ISSN 0417-2442 (WC · ACNP).
- Colloquien der Deutschen Orient-Gesellschaft (CDOG). Berlino. ISSN 1433-7401 (WC · ACNP).
- Sendschriften der Deutschen Orient-Gesellschaft (SDOG). Berlino. ZDB 516555-6.
- Studien zu den Assur-Texten (StAT). Wiesbaden . ISSN 1438-3187 (WC · ACNP).
- Wissenschaftliche Veröffentlichungen der Deutschen Orient-Gesellschaft (WVDOG). Berlino. (Einzelp. div. Verlage),  ISSN 0342-4464 (WC · ACNP).